# Parafia św. Wojciecha w Bninie
Parafia św. Wojciecha w Bninie – rzymskokatolicka parafia w Bninie (dzielnicy Kórnika), należąca do dekanatu kórnickiego. Powstała w XI wieku. Obecny kościół parafialny, poewangelicki, klasycystyczny pochodzi z 1827 roku. Mieści się przy ulicy Jeziornej.

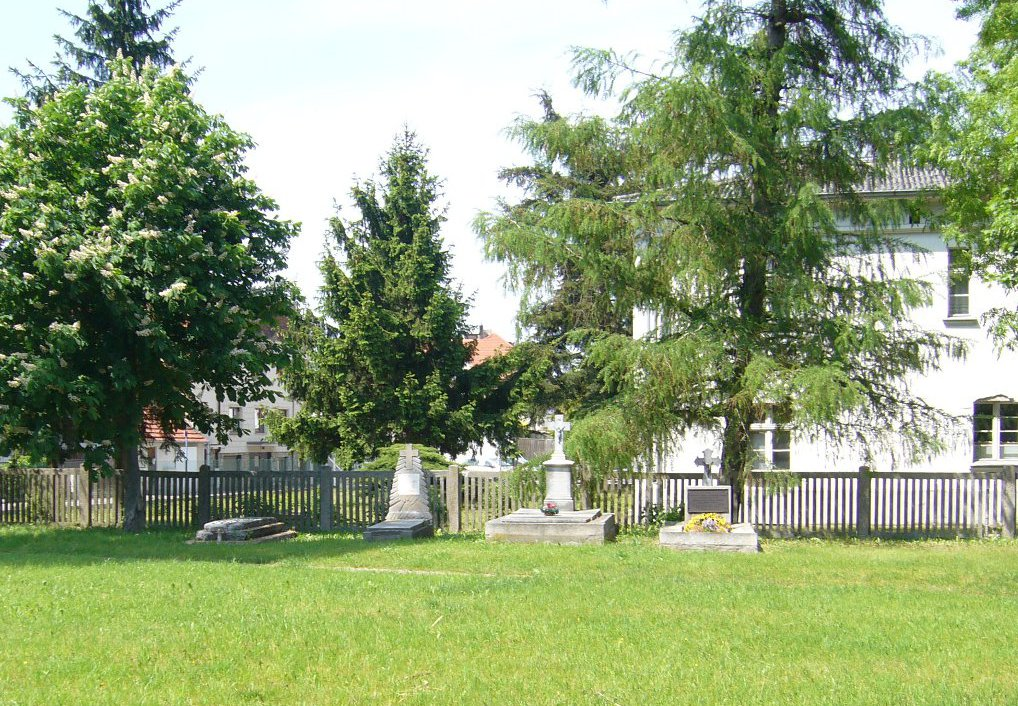
Nagrobki księży i Jana Szmańdy przy alei na dawnym cmentarzu przykościelnym w Bninie koło Kórnika.

Na końcu ulicy Cmentarnej znajduje się dawna brama na cmentarz przykościelny. Po jej przejściu i skręceniu w lewo w alejkę, natrafimy na nagrobki księży z parafii: Andrzeja Michałowskiego, dziekana Bolesława Antoniewicza oraz Jana Szmańdy – dziennikarza.